# LG VELVET
LG 벨벳(LG VELVET)은 LG전자가 2020년 5월 7일에 공개한 안드로이드 스마트폰이며 개별 펫네임을 적용한 첫 스마트폰이다.

## 운영체제/소프트웨어 업데이트 내역

### 안드로이드 10
LG VELVET은 안드로이드 10을 기본으로 탑재하고 출시되었다. 소프트웨어는 LG UX 9.0을 기반으로 한 LG VELVET UI가 적용되었다.

### 안드로이드 11
2021년에 안드로이드 11로 업데이트되었다.

## 기능

### 사운드
LG VELVET은 기존의 LG G 시리즈와 LG V 시리즈에서 적용되었던 Hi-Fi Quad DAC를 탑재하지 않았다.

#### 인공지능 사운드
LG VELVET부터는 기존의 Hi-Fi Quad DAC와 DTS:X 입체음향을 대신해 인공지능 사운드 기술을 지원한다. LG전자는 가우디오랩이라는 스타트업과의 제휴를 통해 스페이셜 업믹스라는 기술을 적용했다. 이는 사용자가 음악, 영화, 게임 등의 콘텐츠를 즐길 때 각 콘텐츠에 맞는 고음질 입체 음향을 지원하는 기술이다. 가우디오랩은 기존의 입체 음향과는 달리 원본 음성에서 개별 음원 신호를 추출한 뒤, 자체 렌더링 기술을 통해 음향을 공간화하는 방식을 통해 왜곡을 줄였다고 밝혔다.

### 기타
LG V60 ThinQ에 이어서 일체형 배터리가 적용되었다.1.5m 수심에서 30분까지 작동할 수 있는 IP68 등급의 방수방진이 채택되었다. 미군에서 진행하는 내구성 테스트인 MIL-STD 810G 통과 인증을 받았다. Qi 표준 무선 충전을 지원한다. 퀄컴 사의 퀵차지 4+를 적용해 고속 충전도 지원한다.

#### LG 페이
LG 페이는 2017년 6월 1일부터 추가된 LG전자의 모바일 결제 서비스이다. 2019년, LG G8 ThinQ를 기점으로 북미 시장에 상륙했다. 경쟁 중인 서비스는 애플 페이와 삼성 페이이며, 결제 방식으로는 NFC (근거리 무선 통신)와 MST (마그네틱 보안전송) 방식을 지원한다.

#### 생체인식
LG V60 ThinQ에 이어서 화면내장 지문인식을 지원한다. 다만, 삼성 갤럭시 S20 시리즈와 삼성 갤럭시 노트20 시리즈에 탑재된 초음파 지문인식 센서가 아닌 갤럭시 A 시리즈에 탑재된 광학식 지문인식 센서를 사용했다. 그리고 전작들이 지원하는 패턴, 노크온을 모두 지원한다.

## 색상
- 오로라 화이트
- 오로라 블랙
- 오로라 그린
- 일루션 선셋
- 오로라 핑크 (LG U+ 전용)
- 오로라 블루 (SK텔레콤 전용)
- 오로라 레드 (KT 전용)
- 실버 (해외 시장 전용)
- 뉴 블랙 (해외 시장 전용)
- 핑크 화이트 (해외 시장 전용)

## 같이 보기
- LG V60 ThinQ
- LG Q92

## 경쟁 기종
- 삼성 갤럭시 S20
- 삼성 갤럭시 S20+
- 삼성 갤럭시 S20 울트라
- 삼성 갤럭시 노트20
- 삼성 갤럭시 노트20 울트라
- 아이폰 12
- 아이폰 12 프로
- 아이폰 12 프로맥스